# Athanásios Eftaxías
Athanásios Eftaxías (en grec moderne : Αθανάσιος Ευταξίας) est un homme politique grec né en 1849 et décédé le 5 février 1931. Il est Premier ministre de Grèce pendant la brève période allant de juillet à août 1926.